# 海南チベット族自治州
海南チベット族自治州（かいなん-チベットぞく-じちしゅう）は中華人民共和国青海省に位置するチベット民族の自治州。
チベット名はツォロ・プーリー・ランキョン・クル（チベット文字：མཚོ་ལྷོ་བ>ོད་རིགས་རང་སྐ>ྱོང་ཁུལ་）。チベット名の「ツォ (mtsho)」とは中国名「青海湖」で名高いツォ・ティショル・ギャルモ (mtsho khri shor rgyal mo) を、「ロ (lho)」とは「南」を意味し、あわせて「ツォ・ティショル・ギャルモの南」を意味する。中国名「海南」は、その逐語訳である。
チベットの伝統的な地理区分ではアムド地方の東部に相当する。

## 地理
北方で 海北チベット族自治州、東方で黄南チベット族自治州、南方で ゴロク・チベット族自治州、西方で海西モンゴル族チベット族自治州と接する。

## 民族
チベット族 62.77%、漢族 28.06%、回族 6.97%。

## 沿革
前60年（神爵2年）、漢朝は金城郡に河関県を設置、現在の貴徳県及び共和県東部を管轄していた。4年（元始4年）には共和・興海両県の大部分を管轄する西海郡が設置されている。南北朝時代になると540年（大同6年）、吐谷渾は共和県石乃亥郷に伏俟城を建設、国都と定め、以降中原王朝と吐蕃の支配が繰り返されることとなった。
元代になると1271年（至元8年）に陝西行省河州路に貴徳州が設置され貴徳、共和両県を管轄、それ以外の地区は宣政院吐蕃等処宣慰使司の管轄とされ必里万戸府と称された。1375年（洪武8年）、明朝は陝西都指揮使河州衛の下に帰徳守禦千戸所を設置、貴徳、貴南、同徳及び黄南州を、そのほかの地域は答司麻万戸府及び必里衛の管轄とされた。
清朝が成立すると当初は明制が沿襲された。1724年（雍正2年）、貴徳県に欽差総理蒙古番子事務大臣公署が設置され、海南州内の牧区を管轄したが、後に西寧に移転、1761年（乾隆26年）に再び貴徳に戻された。1791年（乾隆56年）に貴徳庁が設置され現在の海南地区を管轄するようになった。
1913年（民国2年）、中華民国政府による庁制廃止に伴い貴徳庁は県に改編、1915年（民国4年）には北京政府により甘辺寧海鎮守使及び蒙番宣慰使の管轄とされた。青海省が設置されると1929年（民国18年）に共和県、1935年（民国24年）に同徳県、1939年（民国18年）に大河壩設治局（1945年に興海県と改編）が設置されている。
1949年（民国38年）、国共内戦により海南州の実効支配権を獲得した中国共産党は9月に貴徳、共河、興海、同徳の4県人民政府を設置している。1953年12月15日、海南チベット族自治区（bod rigs rang skyong ljongs）が設置が設置された。1953年12月15日に海南チベット族自治州（bod rigs rang skyong khul）に改称され現在に至る。

## 行政区画
この自治州は5県から成り、州人民政府は共和県のチャプチャに位置する。
- 共和県 (kung ho rdzong)
- 貴徳県 (ku'e te rdzong)
- 貴南県 (ku'e nan rdzong)
- 興海県 (shin ha'e rdzong)
- 同徳県 (thung te rdzong)

| 海南チベット族自治州の地図         |
| ---------------------------------- |
| 共和県 貴徳県 貴南県 興海県 同徳県 |

### 年表
この節の出典

#### 海南チベット族自治区
- 1953年9月30日 - 青海省同徳チベット族自治区・興海チベット族自治区・共和チベット族自治区・貴徳県を編入。海南チベット族自治区が成立。(5県)
  - 貴徳県の一部が分立し、貴南県が発足。
  - 共和チベット族自治区が県制施行し、共和県となる。
  - 興海チベット族自治区が県制施行し、興海県となる。
  - 同徳チベット族自治区が県制施行し、同徳県となる。
- 1955年7月28日 - 海南チベット族自治区が海南チベット族自治州に改称。

#### 海南チベット族自治州
- 1958年3月24日 (5県)
  - 興海県の一部がゴロク・チベット族自治州瑪沁県に編入。
  - 共和県の一部が興海県・貴徳県に分割編入。
  - 同徳県の一部が貴徳県に編入。
- 1959年4月30日 (5県)
  - 同徳県がゴロク・チベット族自治州に編入。
  - ゴロク・チベット族自治州瑪多県を編入。
- 1962年11月3日 (5県)
  - ゴロク・チベット族自治州同徳県を編入。
  - 瑪多県がゴロク・チベット族自治州に編入。
- 1978年4月14日 - 共和県の一部が分立し、竜羊峡弁事処が発足。(5県1弁事処)
- 1988年4月19日 - 竜羊峡弁事処が竜羊峡行政委員会に改称。(5県1行政委員会)
- 2002年4月25日 - 竜羊峡行政委員会が共和県に編入。(5県)